# Anker (Solingen)
Anker ist eine Ortslage im Stadtteil Merscheid der bergischen Großstadt Solingen. Der Ortsname soll auf eine dort befindliche Wirtschaft zurückgehen, ist aber heute nicht mehr gebräuchlich. Der Ort ist in der geschlossenen Bebauung der Merscheider Straße aufgegangen, einzig die nahegelegene Ankerstraße erinnert noch an den Ort.

## Lage und Beschreibung
Anker bezeichnete ursprünglich eine direkt an der Merscheider Bezirksstraße gelegene Ortslage, die sich heute gegenüber der Cobra im Einmündungsbereich zwischen der Merscheider Straße und der Fürkerfeldstraße befindet. Der Ort liegt auf dem Höhenrücken zwischen dem Lochbachtal im Norden und dem Viehbachtal im Süden, auf dem heute die Landesstraße 141 verläuft. Die ursprünglich zu dem Ort gehörenden Gebäude wurden durch das Autohaus von Keitz überbaut. Benachbarte Orte sind bzw. waren (von Nord nach West): Deusberg, Fürk, Schwarzenhäuschen, Fürker Irlen, Obenmankhaus, Untenmankhaus, Siebelskamp, Wahnenkamp, Suppenheide und Poschheide.

## Etymologie
Die Ortsbezeichnung Anker ist vermutlich von einer im Ort befindlichen Gastwirtschaft Im Anker abgeleitet. Woher dieser Name stammt, ist nicht bekannt.

## Geschichte
In der Karte Topographia Ducatus Montani, Blatt Amt Solingen, von Erich Philipp Ploennies von 1715 sowie in der Topographischen Aufnahme der Rheinlande von 1824 ist der Ort noch nicht enthalten. Die Preußische Uraufnahme von 1844 verzeichnet ihn als Anker. In der Karte sind einzig zwei hintereinanderliegende Gebäude abgebildet. In der Topographischen Karte des Regierungsbezirks Düsseldorf von 1871 ist der Ort unbenannt verzeichnet. Der Ort lag direkt an der Merscheider Bezirksstraße, die Ohligs über Merscheid mit Mangenberg und Solingen verband und die bis Ende des 19. Jahrhunderts nur sehr dünn besiedelt war.
Nach Gründung der Mairien und späteren Bürgermeistereien Anfang des 19. Jahrhunderts wurde Anker in den Ortsregistern der Bürgermeisterei Merscheid geführt, die 1856 zur Stadt erhoben und im Jahre 1891 in Ohligs umbenannt wurde. 
1832 war der Ort Teil der Honschaft Merscheid innerhalb der Bürgermeisterei Merscheid, dort lag er in der Flur VI Poschheide. Der nach der Statistik und Topographie des Regierungsbezirks Düsseldorf als Kotten kategorisierte Ort besaß zu dieser Zeit zwei Wohnhäuser und ein landwirtschaftliches Gebäude mit elf Einwohnern, davon vier katholischen und sieben evangelischen Bekenntnisses. Die Gemeinde- und Gutbezirksstatistik der Rheinprovinz führt den Ort 1871 mit 14 Wohnhäusern und 114 Einwohnern auf.
Bereits in der Preußischen Neuaufnahme von 1893 hatte der Ort seine solitäre Lage eingebüßt und war in der sich von Ohligs und von Merscheid ausbreitenden Bebauung entlang der Merscheider Straße aufgegangen. Eine Ortsbezeichnung ist in der Karte nicht mehr verzeichnet. Allerdings erhielt Ende des 19. Jahrhunderts die etwas weiter westlich gelegene Verbindungsstraße zwischen der Hofschaft Poschheide und der Merscheider Straße den Namen Ankerstraße, um an den Ort zu erinnern.
Mit der Städtevereinigung zu Groß-Solingen im Jahre 1929 wurde der Ort ein Teil Solingens. Außer dem Straßennamen ist die Ortslage hingegen nicht mehr im Stadtplan verzeichnet und auch nicht mehr gebräuchlich.